# Бабурао Ангрія
Бабурао (Бабурав, Бабур Рао) Ангрія (д/н —1813) — політичний та військовий діяч маратхів, саркхел (адмірал) в 1799—1813 роках.

## Життєпис
Онук Канходжі Ангрії. Син Єсаджі Ангрії, цивільного намісника Колаби. 1734 року того було захоплено й осліплено зщведеним братом Манаджі. Сам Бабурао разом з братом Мавджі втік до Пуни, де виховувався при дворі пешви. Згодом вони опинилися у війську магарджи Махаджі Скіндії, ставши одним з провідних військовиків його наступника Даулат Рао
1799 року до нього звернувся по допомогу карбхарі (регент) Джай Сінґх, що боровся проти номінального правителя Манаджі Ангрії II. На шляху до Колаби Бабурао заручився підтримкою вдору пешви та магарадж Скіндій. На нараді в Алібазі він захопив усіх Ангрій. Але проти нього повстала Санкувар Баї, дружина Джай Сінґха, яка захопила острів Хандері. Невдовзі з-під варти втік Манаджі Ангрія II, який отримав допомогу від пешви Баджі Рао II. Але в битвах біля Чеули й Наготни Бабурао здобув перемогу, захопивши суперника. За цим визнаний пешвою правителем Колаби.
Спроби відвоювати хандері виявилися невдалими. Тоді Бабурао запропонував Санкувар Баї здати фортецю й острів в обмін на свободу її чолвоіка. після виконання цього Бабурао наказав стратити Джай Сінґха, а Санкувар баї запраторив за грати.
Проводив політику підпорядкування пешві та Британській Ост-Індській компанії, внаслідок чого політичний та військовий вплив держави Ангрій було зведено нанівець. Наслідком цього стало фактичне хазяйнування британських вояків та торгівців у водах Ангрії. У 1807 році старший син Джай Сінґха втік, зібравши 2 тис. вояків. Але за підтримки британців та пешви біля форту Хіракот Бабурао здобув перемогу.
В подальшому мирно володарював до самої смерті у 1813 році. Після цього у владі відновився Манаджі Ангрія II.